# Gasterosteus aculeatus santaeannae
Gasterosteus aculeatus santaeannae is een ondersoort van de straalvinnige vissen uit de familie van de stekelbaarzen (Gasterosteidae). De wetenschappelijke naam van de soort is voor het eerst geldig gepubliceerd in 1909 door Regan.